# Ракетные удары по Эрбилю (2022)
Ракетные удары по Эрбилю произошли 13 марта 2022 года, когда иранский Корпус стражей исламской революции запустил несколько баллистических ракет из провинции Восточный Азербайджан (Иран) по городу Эрбиль в Курдистане (Ирак).
С территории Ирана были запущены 12 баллистических ракет Фатех-110. КСИР заявил, что целью был «стратегический центр» Израиля в Эрбиле. Курдские власти сообщили, что среди мест, пораженных ракетами, были американское консульство и жилой квартал города. Курдские власти также подтвердили, что в результате атаки пострадал один мирный житель. По словам одного из американских чиновников, целью были здания, в которых (согласно его разговору с иракским коллегой), предположительно, действовала ячейка Моссада. В действительности же ракеты попали в виллу Баз Карима Барзанджи, генерального директора KAR Group — компании, занимающейся поставками газа в Турцию и Европу.
На следующий день ответственность за нападение взял на себя Корпус стражей исламской революции.

## Предыстория
За несколько дней до атаке КСИР выпустил заявление, в котором обещал, что Израиль заплатит за убийство Эхсана Карбалайпура и Мортезы Саиднежада, двух полковников КСИР, погибших в результате израильского авиаудара в пригороде Дамаска в Сирии 7 марта. На их похоронах присутствовали генерал-майор Хоссейн Салами, главнокомандующий КСИР, и генерал Амир-Али Хаджизаде.

## Атака
Выпущенные из Ирана баллистические ракеты достигли цели в 1:20 утра — в то же время, в которое американские беспилотники в 2020 году ликвидировали генерал-майора Касем Сулеймани.

## Реакции
В воскресенье Ирак вызвал посла Ирана, чтобы выразить протест против ракетного удара.
Иракский шиитский священнослужитель Муктада ас-Садр отреагировал на атаку, написав в Твиттере: «Территория Ирака с юга на север и с востока на запад не должна быть частью конфликтов» и назвав «участие» Ирака в конфликтах опасным прецедентом, а также призвал компетентные органы немедленно направить письмо протеста в ООН и вдобавок вызвать иранского посла.
Авиаудары также осудили премьер-министр Ирака Мустафа Аль-Казыми, Госдепартамент США, президент Ирака Бархам Салех и бывший президент иракских курдов Масуд Барзани, причём двое последних назвали их террористической атакой.
Официальные представители Израиля отказались от комментариев.